# Галка (Волгоградська область)
Галка (рос. Галка) — село у Камишинському районі Волгоградської області Російської Федерації.
Населення становить 207  осіб. Входить до складу муніципального утворення Верхнєдобринське сільське поселення.

## Історія
Село розташоване у межах українського історичного та культурного регіону Жовтий Клин.
Згідно із законом від 5 березня 2005 року № 1022-ОД органом місцевого самоврядування є Верхнєдобринське сільське поселення.

## Населення
| 1767  | 1773  | 1788  | 1798  | 1816  | 1834  | 1850  |
| ----- | ----- | ----- | ----- | ----- | ----- | ----- |
| 195   | ↗240  | ↗285  | ↗380  | ↗669  | ↗1298 | ↗1845 |
| 1859  | 1886  | 1897  | 1905  | 1911  | 1920  | 1922  |
| ↗1987 | ↘1818 | ↗1915 | ↗3157 | ↗3472 | ↘2139 | ↘1810 |
| 1926  | 1931  | 2010  |       |       |       |       |
| ↗2037 | ↗2333 | ↘207  |       |       |       |       |